# Înot sincron la Jocurile Olimpice de vară din 2024
Probele sportive de înot sincron la Jocurile Olimpice de vară din 2024 s-au desfășurat în perioada 5-10 august 2024 la Centrul Acvatic din Paris.

## Calificări
Pentru competițiile pe echipă, cele mai bune clasate Comitete Olimpice Naționale în fiecare dintre cele cinci campionate continentale, cu excepția țării gazdă Franța, care va reprezenta continentul european, obțin un loc pentru Jocurile Olimpice, în timp ce pentru cele trei locuri rămase se vor califica cele mai bune 3 țări clasate la turneul de calificare olimpic. Pentru duet, Comitetele Naționale cel mai bine clasate în fiecare dintre cele cinci campionate continentale care nu au o echipă calificată vor avea un loc asigurat, în timp ce celelalte unsprezece Comitete Olimpice vor fi selectate prin intermediul turneului de calificare olimpic. Toate cele zece Comitete Olimpice care s-au calificat deja în proba pe echipe trebuie să selecteze automat două înotătoare pentru proba de duet.

### Clasamentul pe țări
| Loc   | Țară                       | Aur | Argint | Bronz | Total |
| ----- | -------------------------- | --- | ------ | ----- | ----- |
| 1     | China                      | 2   | 0      | 0     | 2     |
| 2     | Marea Britanie             | 0   | 1      | 0     | 1     |
| 2     | Statele Unite ale Americii | 0   | 1      | 0     | 1     |
| 4     | Olanda                     | 0   | 0      | 1     | 1     |
| 4     | Spania                     | 0   | 0      | 1     | 1     |
| Total | Total                      | 2   | 2      | 2     | 6     |

## Medalii

### Rezultate
| Probă           | Aur | Argint | Bronz |
| Perechi Detalii | China · Wang Qianyi · Wang Liuyi                                                                                               | Marea Britanie · Kate Shortman · Isabelle Thorpe | Olanda · Bregje de Brouwer · Noortje de Brouwer |
| Echipe Detalii  | China · Chang Hao · Cheng Wentao · Feng Yu · Wang Ciyue · Wang Liuyi · Wang Qianyi · Xiang Binxuan · Xiao Yanning · Zhang Yayi | Statele Unite ale Americii · Anita Alvarez · Jaime Czarkowski · Megumi Field · Keana Hunter · Audrey Kwon · Calista Liu · Jacklyn Luu · Daniella Ramirez · Ruby Remati | Spania · Txell Ferré · Marina García Polo · Lilou Lluís Valette · Meritxell Mas · Alisa Ozhogina · Paula Ramírez · Sara Saldaña · Iris Tió · Blanca Toledano |